# Vimeiro (Alcobaça)
Vimeiro è una freguesia (parrocchia civile del Portogallo) della municipalità d'Alcobaça, nel distretto di Leiria,  regione Centro. Nel 2001 contava 2.112 abitanti su una superficie di circa 20,52 Km2. Non dev'essere confusa con l'omonima freguesia di Lourinhã.